# Iglesia de San Martín de Tours (San Martín del Rey Aurelio)
La iglesia de San Martín de Tours es una ermita de la parroquia de San Martín, a poca distancia del núcleo de Sotrondio, en el municipio asturiano de San Martín del Rey Aurelio (España).

## Descripción
La actual iglesia está construida sobre un antiguo templo románico del que apenas se aprecian algunos restos como modillones con talla geométrica en el borde de la techumbre. Desde su construcción original sufrió varias reformas y reconstrucciones con el paso de los siglos. Es un templo sencillo de una sola nave donde destacan las dos puertas con vanos de medio punto construidos con sillería. En lo alto de la portada hay una espadaña de dos ojos. En su interior existe una talla del Cristo del Socorro al que la tradición atribuyen ocho siglos de antigüedad.

#### Sepultura del rey Aurelio
En el muro izquierdo de la nave central se encuentra una sepultura en la que se lee "Sepulcro del rey Aurelio".
En realidad existe controversia entre los historiadores sobre el paradero de los restos mortales del rey Aurelio de Asturias, pues mientras que algunos señalan que fue sepultado en la iglesia de San Martín de San Martín del rey Aurelio (Crónica Sebastianense), la Primera Crónica General, escrita durante el reinado de Alfonso X el Sabio, señaló que el cadáver del rey Aurelio había sido sepultado en el municipio de Cangas de Onís. No obstante el historiador Esteban de Garibay señaló en su obra que el rey astur se encontraba sepultado, junto con su padre Fruela de Cantabria, en la actualmente desaparecida iglesia de San Miguel de Yanguas, municipio situado en la provincia de Soria.
Existe la posibilidad de que en su momento se sepultase aquí al rey pero que en la actualidad los restos sean de los posteriores patronos del templo. También se dice que durante la Revolución del 34, se abrió el sepulcro y estaba vacío, entendiendo que los restos que hubiese habido en el lugar, ya no estaban ahí. La tradición atribuye al cercano lugar de La Varaosa, la ubicación del palacio del rey.